# Fritz Fromm
Fritz Fromm, nemški rokometaš, * 12. april 1913, † 13. oktober 2001.
Leta 1936 je na poletnih olimpijskih igrah v Berlinu v sestavi nemške rokometne reprezentance osvojil zlato olimpijsko medaljo.